# SM UC-76
SM UC-76 – niemiecki podwodny stawiacz min z okresu I wojny światowej, jedna z 64 zbudowanych jednostek typu UC II. Zwodowany 25 listopada 1916 roku w stoczni Vulcan w Hamburgu, został przyjęty do służby w Kaiserliche Marine 17 grudnia 1916 roku. W czasie służby operacyjnej w składzie 1. Flotylli U-Bootów Hochseeflotte okręt odbył dwa patrole bojowe, w wyniku których zatonęło 14 statków o łącznej pojemności 6006 BRT i okręt o wyporności 725 ton, a jeden statek o pojemności 10 422 BRT został uszkodzony. Jednostka zatonęła 10 maja 1917 roku w wyniku eksplozji własnej miny w Helgolandzie, a po podniesieniu i remoncie służyła jako okręt szkolny. SM UC-76 został internowany 13 listopada 1918 roku w Karlskronie, a 1 grudnia został poddany Brytyjczykom w wyniku podpisania rozejmu w Compiègne. Okręt został złomowany w latach 1919–1920.

## Projekt i budowa
Dokonania pierwszych niemieckich podwodnych stawiaczy min typu UC I, a także zauważone niedostatki tej konstrukcji, skłoniły dowództwo Cesarskiej Marynarki Wojennej z admirałem von Tirpitzem na czele do działań mających na celu budowę nowego, znacznie większego i doskonalszego typu okrętu podwodnego. Opracowany latem 1915 roku projekt okrętu, oznaczonego później jako typ UC II, tworzony był równolegle z projektem przybrzeżnego torpedowego okrętu podwodnego typu UB II. Głównymi zmianami w stosunku do poprzedniej serii były: instalacja wyrzutni torpedowych i działa pokładowego, zwiększenie mocy i niezawodności siłowni oraz wzrost prędkości i zasięgu jednostki, kosztem rezygnacji z możliwości łatwego transportu kolejowego (ze względu na powiększone rozmiary).
SM UC-76 zamówiony został 12 stycznia 1916 roku jako jednostka z III serii okrętów typu UC II (numer projektu 41, nadany przez Inspektorat U-Bootów), w ramach wojennego programu rozbudowy floty . Został zbudowany w stoczni Vulcan w Hamburgu jako jeden z sześciu okrętów III serii zamówionych w tej wytwórni. UC-76 otrzymał numer stoczniowy 81 (Werk 81)  . Stępkę okrętu położono w 1916 roku , a zwodowany został 25 listopada 1916 roku. Koszt budowy okrętu wyniósł 2 mln 86 tys. marek.

## Dane taktyczno-techniczne
SM UC-76 był średniej wielkości przybrzeżnym okrętem podwodnym o konstrukcji dwukadłubowej. Długość całkowita wynosiła 50,45 metra, szerokość 5,22 metra i zanurzenie 3,65 metra . Wykonany ze stali kadłub sztywny miał 39,3 metra długości i 3,61 metra szerokości, a wysokość (od stępki do szczytu kiosku) wynosiła 7,46 metra . Wyporność w położeniu nawodnym wynosiła 410 ton, a w zanurzeniu 493 tony. Jednostka miała wysoki, ostry dziób przystosowany do przecinania sieci przeciwpodwodnych; do jej wnętrza prowadziły trzy luki: pierwszy przed kioskiem, drugi w kiosku, a ostatni w części rufowej, prowadzący do maszynowni . Cylindryczny kiosk miał średnicę 1,4 metra i wysokość 1,8 metra, obudowany był opływową osłoną . Okręt napędzany był na powierzchni przez dwa 6-cylindrowe, czterosuwowe silniki wysokoprężne Daimler MU256 o łącznej mocy 485 kW (660 KM), a pod wodą poruszał się dzięki dwóm silnikom elektrycznym SSW o łącznej mocy 460 kW (620 KM) . Dwa wały napędowe obracały dwie śruby wykonane z brązu manganowego (o średnicy 1,9 metra i skoku 0,9 metra) . Okręt osiągał prędkość 11,8 węzła na powierzchni i 7,3 węzła w zanurzeniu . Zasięg wynosił 10 230 Mm przy prędkości 7 węzłów w położeniu nawodnym oraz 52 Mm przy prędkości 4 węzłów pod wodą . Zbiorniki mieściły 55 ton paliwa , a energia elektryczna magazynowana była w dwóch bateriach akumulatorów 26 MAS po 62 ogniwa, zlokalizowanych pod przednim i tylnym pomieszczeniem mieszkalnym załogi. Okręt miał siedem zewnętrznych zbiorników balastowych . Dopuszczalna głębokość zanurzenia wynosiła 50 metrów , a czas wykonania manewru zanurzenia 40 sekund.
Głównym uzbrojeniem okrętu było 18 min kotwicznych typu UC/200 w sześciu skośnych szybach minowych o średnicy 100 cm, usytuowanych w podwyższonej części dziobowej jeden za drugim w osi symetrii okrętu, pod kątem do tyłu (sposób stawiania – „pod siebie”). Układ ten powodował, że miny trzeba było stawiać na zaplanowanej przed rejsem głębokości, gdyż na morzu nie było do nich dostępu (co znacznie zmniejszało skuteczność okrętów). Wyposażenie uzupełniały dwie zewnętrzne wyrzutnie torped kalibru 500 mm (umiejscowione powyżej linii wodnej na dziobie, po obu stronach szybów minowych), jedna wewnętrzna wyrzutnia torped kal. 500 mm na rufie (z łącznym zapasem 7 torped) oraz umieszczone przed kioskiem działo pokładowe kal. 88 mm L/30, z zapasem amunicji wynoszącym 130 naboi . Okręt wyposażony był w dwa peryskopy Zeissa: wachtowy i bojowy oraz radiostację z podnoszonym masztem o wysokości 10 metrów. Wyposażenie uzupełniała kotwica grzybkowa o masie 272 kg .
Załoga okrętu składała się z 3 oficerów oraz 23 podoficerów i marynarzy.

## Służba

### 1916 rok
17 grudnia 1916 roku SM UC-76 został przyjęty do służby w Cesarskiej Marynarce Wojennej . Dowództwo jednostki objął por. mar. (niem. Oberleutnant zur See) Wilhelm Barten .

### 1917 rok
Z dniem 1 lutego 1917 roku, rozkazem szefa sztabu admiralicji niemieckiej z 12 stycznia tego roku, U-Booty należące do czterech flotylli Hochseeflotte, Flotylli Flandria i Flotylli Pola rozpoczęły nieograniczoną wojnę podwodną. Po okresie szkolenia okręt został 13 lutego przydzielony do 1. Flotylli U-Bootów Hochseeflotte . W dniach 28 lutego – 14 marca UC-76 przeprowadził operację bojową, stawiając u wschodniego wybrzeża Anglii pięć zagród składających się łącznie z 18 min. 7 marca okręt zatrzymał i zatopił dwa brytyjskie trawlery: zbudowany w 1907 roku „Naamah” o pojemności 269 BRT (35 Mm na południowy wschód od wyspy North Ronaldsay w archipelagu Orkadów, nikt nie zginął)  oraz pochodząca z 1899 roku „Vulcana” o pojemności 219 BRT, zatopiona z działa pokładowego ze stratą dwóch członków załogi . Dwa dni później na południe od wyspy Mainland UC-76 zatopił zbudowany w 1903 roku norweski parowiec „Dana” o pojemności 753 BRT, płynący z ładunkiem skondensowanego mleka z Christianii do Kingston upon Hull (obyło się bez strat w ludziach) . 12 marca na postawioną przez U-Boota nieopodal Szetlandów minę wszedł brytyjski okręt podwodny HMS E49, który zatonął wraz z całą, liczącą 31 osób załogą .
12 kwietnia u wybrzeży Aberdeenshire UC-76 w ciągu trzech godzin zatrzymał i zatopił osiem brytyjskich statków rybackich . Były to: zbudowany w 1911 roku „Caliban” (215 BRT) , pochodzący z 1896 roku „Chinkiang” (125 BRT) , zbudowany w 1890 roku „Crown Prince” (103 BRT) , pochodzący z 1899 roku „Equerry” (168 BRT) , zbudowany w 1897 roku „Fife Ness” (123 BRT) , pochodzący z 1897 roku „Largo Bay” (125 BRT) , zbudowany w 1894 roku „Lillian” (120 BRT)  i pochodzący z 1883 roku „Osprey” (106 BRT) . Następnego dnia na postawioną przez U-Boota nieopodal Wick minę wszedł zbudowany w 1913 roku brytyjski uzbrojony trawler HMT „Pitstruan” (206 BRT), który zatonął ze stratą 11 członków załogi .
14 i 16 kwietnia okręt postawił zagrody minowe nieopodal Lerwick. 17 kwietnia w odległości 14 Mm na wschód od Fair Isle U-Boot storpedował i zatopił zbudowany w 1899 roku duński parowiec „Robert” o pojemności 1445 BRT, płynący z ładunkiem drobnicy w konwoju z Göteborga do Kingston upon Hull (w wyniku ataku zginęło ośmiu członków załogi) . Tego samego dnia na postawioną przez UC-76 nieopodal Wick minę wszedł zbudowany w 1899 roku uzbrojony brytyjski parowiec pasażerski „Winifredian” o pojemności 10 422 BRT, płynący pod balastem z Kingston upon Hull do Bostonu. Statek doznał uszkodzeń na pozycji 58°22′N 3°04′W/58,366667 -3,066667, a na jego pokładzie nikt nie zginął . 18 kwietnia w odległości 60 Mm na północny wschód od Peterhead okręt zatopił zbudowany w 1916 roku norweski parowiec „Bergensgut” (2029 BRT), płynący z ładunkiem drobnicy z Göteborga do Rouen (w wyniku ataku śmierć poniosło 10 załogantów .
10 maja w bazie U-Bootów w Helgolandzie UC-76 zatonął podczas operacji załadunku min, w wyniku eksplozji pod kadłubem pierwszej miny, która wypadła z szybu. W wypadku śmierć poniosło 16 członków załogi wraz z dowódcą, por. mar. Wilhelmem Bartenem; uratowano 10 osób . Jednostka została podniesiona jeszcze tego samego dnia przez okręt ratowniczy „Oberelbe”.

### 1918 rok
11 lipca 1918 roku wyremontowany okręt został przydzielony do Flotylli Szkolnej, a jego dowódcą został mianowany por. mar. Wilhelm Ziegner, sprawujący wcześniej komendę nad U-93 . W październiku dowództwo U-Boota objął por. mar. Karl Palmgren . Po zakończeniu działań wojennych okręt został 13 listopada 1918 roku internowany w Karlskronie. W wyniku realizacji postanowień rozejmu w Compiègne 1 grudnia UC-76 został poddany Brytyjczykom . Okręt został złomowany w Brighton Ferry w latach 1919–1920 .

### Podsumowanie działalności bojowej
SM UC-76 odbył dwa rejsy operacyjne, w wyniku których zatonęło 14 statków o łącznej pojemności 6006 BRT i okręt podwodny o wyporności 725 ton, zaś jeden statek o pojemności 10 422 BRT został uszkodzony . Na pokładach zatopionych i uszkodzonych jednostek zginęły co najmniej 62 osoby, w tym 31 na brytyjskim okręcie podwodnym HMS E49  . Pełne zestawienie zadanych przez niego strat przedstawia poniższa tabela :
| Data             | Nazwa           | Państwo         | Tonaż       | Los jednostki |
| ---------------- | --------------- | --------------- | ----------- | ------------- |
| 7 marca 1917     | „Naamah”        | Wielka Brytania | 269         | zatopiony     |
| 7 marca 1917     | „Vulcana”       | Wielka Brytania | 219         | zatopiony     |
| 9 marca 1917     | „Dana”          | Norwegia        | 753         | zatopiony     |
| 12 marca 1917    | HMS E49         | Royal Navy      | 725         | zatopiony     |
| 12 kwietnia 1917 | „Caliban”       | Wielka Brytania | 215         | zatopiony     |
| 12 kwietnia 1917 | „Chinkiang”     | Wielka Brytania | 125         | zatopiony     |
| 12 kwietnia 1917 | „Crown Prince”  | Wielka Brytania | 103         | zatopiony     |
| 12 kwietnia 1917 | „Equerry”       | Wielka Brytania | 168         | zatopiony     |
| 12 kwietnia 1917 | „Fife Ness”     | Wielka Brytania | 123         | zatopiony     |
| 12 kwietnia 1917 | „Largo Bay”     | Wielka Brytania | 125         | zatopiony     |
| 12 kwietnia 1917 | „Lillian”       | Wielka Brytania | 120         | zatopiony     |
| 12 kwietnia 1917 | „Osprey”        | Wielka Brytania | 106         | zatopiony     |
| 13 kwietnia 1917 | HMT „Pitstruan” | Royal Navy      | 206         | zatopiony     |
| 17 kwietnia 1917 | „Robert”        | Dania           | 1445        | zatopiony     |
| 17 kwietnia 1917 | „Winifredian”   | Wielka Brytania | 10 422      | uszkodzony    |
| 18 kwietnia 1917 | „Bergensgut”    | Norwegia        | 2029        | zatopiony     |
| RAZEM            | RAZEM           | zatopione:      | zatopione:  | 15            |
| RAZEM            | RAZEM           | uszkodzone:     | uszkodzone: | 1             |